# Datong (Huainan)
Datong (chiń. upr. 大通区; chiń. trad. 大通區; pinyin Dàtōng Qū) – dzielnica miasta Huainan w prowincji Anhui we wschodnich Chińskiej Republice Ludowej. Liczba mieszkańców dzielnicy, w 2018 roku, wynosiła około 187000.